# Test Drive Unlimited 2
Test Drive Unlimited 2 (с англ. — «Тест Драйв: Без ограничений 2»; сокр. TDU2) — видеоигра серии Test Drive в жанре аркадных авто- и мотогонок, разработанная студией Eden Games и изданная компанией Atari для консолей PlayStation 3 и Xbox 360 и для PC-совместимых компьютеров под управлением Windows в 2011 году. Официальным издателем в России выступила компания «1С-СофтКлаб»; версии для консолей были выпущены с русской документацией, а для ПК — полностью на русском языке. Игра является сиквелом Test Drive Unlimited.

## Игровой процесс
Test Drive Unlimited 2 представляет собой аркадную гоночную игру, выполненный в трёхмерной графике. Как и в предыдущей части серии, игроку предоставлены гонки в большом открытом мире.
Действия игры разворачиваются на испанском острове Ибица, а также на Оаху, известному по первой части. Игрок обладает возможностью перекрашивать своё транспортное средство, наносить наклейки и улучшать его характеристики. Но в отличие от предшественника, в игре можно перемещаться по домам и прочим объектам (автосалонам, магазинам, клубам), обновлять интерьер купленных домов, посещать парикмахерские, фотографировать автомобили за деньги или делать пластические операции, после которых персонаж в течение одного часа будет ходить в бинтах. Так же в игре присутствуют 2 радиостанции: Roadrock и Hariba Radio. Игроку доступно множество миссий, гоночных режимов и других возможностей.
В многопользовательском режиме присутствуют игровые клубы. Их участники могут проводить как гонки между собой, так и принимать участие в гонках против других клубов, результаты которых влияют на репутацию клуба и его положение в мировом рейтинге. По мере развития клуба, участники смогут приглашать больше новых людей, а также получить доступ к эксклюзивным клубным автомобилям.
Также в игре есть динамическое изменение погоды (причём для разных островов погода меняется независимо и различно) и полноценная смена времени суток. Как и в первой части, автомобили и мотоциклы разделены на несколько классов, отличающиеся техническими характеристиками; всего в игре присутствует более 100 моделей от известных мировых производителей, таких как Alfa Romeo, Audi, Nissan, Volkswagen и многих других.

## Сюжет
Находясь на своей вечеринке по случаю дня рождения в Кала-де-Сан-Висенте, Ибица, главного героя встречает Тесс Винтори, дочь «хозяина» «Короны Солнца» (англ. Solar Crown), международного гоночного чемпионата. Тесс зовёт героя в свой гараж, где дарит ему спорткар Ferrari California. Главный герой едет покататься, но просыпается, и выясняется, что он является обычным парковщиком автомобилей. Тесс говорит, что уже заждалась и решается уволить главного героя, но передумывает, так как один из участников «Короны солнца» отказывается от участия. Она предлагает ему участвовать в чемпионате, если он успеет отвезти её в клуб за определённое время.
В клубе Тесс представляет героя зрителям «Короны Солнца». Она объясняет, что нужно получить лицензии для легального участия в гонках. Она знакомит главного героя с Тоддом Бишопом, инструктором по вождению, который ведёт того к дилеру подержанных автомобилей, Джуду. Там герой выбирает свой первый автомобиль, после чего Тод дарит нам старенький фургон, который становится нашим первым домом.
В течение игры можно покупать дома, автомобили и одежду у дилеров по всему острову. Получив лицензию, игрок может участвовать во всех заездах для данного класса.

## Разработка и выход игры
Уже после выхода успешного Test Drive Unlimited команда разработчиков Eden Games занялась созданием сиквела. В продолжении планировалось ввести такие нововведения, как езду по бездорожью, динамическое изменение времени суток и погоды, и прочие возможности, которые значительно расширяют геймплей, по сравнению с предшественником. В 2010 году компания Atari, являющаяся издателем игры, демонстрировала трейлеры Test Drive Unlimited 2, в которых показывались геймплей, система кастомизации машин и многое другое. В различных интервью разработчики отвечали на вопросы игроков и рассказывали о предстоящих дополнениях к аркаде.
Выход Test Drive Unlimited 2 состоялся 8 февраля в Северной Америке, 11 февраля в Европе и 30 июня в Японии. Вместе с игрой вышло загружаемое дополнение «Casino Online», в котором добавлена возможность сыграть в рулетку, а также новые автомобили, одежда для персонажа, мебель и другие вещи. 21 июня 2012 года в Японии для PlayStation 3 вышло издание Test Drive Unlimited 2 Plus Casino Online от компании CyberFront, которое включало оригинальную игру и соответствующее дополнение.
Впоследствии для игры вышло два DLC. В «The Exploration Pack» входят два новых типа миссий — 10 «золотых» и 50 «серебряных» на Ибице; 10 «золотых» и 50 «серебряных» на Оаху. За каждое выполненное «золотое» задание игрок узнавал координаты местонахождения остова автомобиля. Собрав по 10 остовов, игрок получал автомобиль, который находился в магазине подержанных авто. Также были введены новые уровни в разделе «Путешествия» (теперь их стало 18). По достижении 18 уровня путешествий становился доступным комплект одежды путешественника. В «The Bike Pack» добавлено ещё шесть новых автомобилей, три мотоцикла, мотоэкипировка для персонажей, магазин с новой одеждой, дополнительные автосалоны, в которых выставлены платные DLC автомобили (ранее после покупки на сайте они появлялись в магазине подержанных авто). Кроме этого, появилось несколько новых заданий по перегону DLC-автомобилей. За успешное выполнение начислялись очки путешествий и неплохая сумма игровой валюты (20-30 тысяч долларов).

## Оценки и мнения
| Сводный рейтинг       | Сводный рейтинг                           |
| Агрегатор             | Оценка                                    |
| --------------------- | ----------------------------------------- |
| GameRankings          | 74,50 % (ПК) 70,04 % (PS3) 68,30 % (X360) |
| Game Ratio            | 69 % (PS3) 67 % (X360) 60 % (ПК)          |
| Metacritic            | 72/100 (ПК) 70/100 (PS3) 68/100 (X360)    |
| MobyRank              | 74/100 (PS3) 69/100 (X360) 68/100 (ПК)    |
| «Критиканство»        | 74/100                                    |
| Иноязычные издания    |                                           |
| Издание               | Оценка                                    |
| AllGame               | [ 15 ]                                    |
| Destructoid           | 4/10                                      |
| Edge                  | 7/10                                      |
| Eurogamer             | 7/10                                      |
| Game Informer         | 8,5/10                                    |
| GamePro               | 3/5                                       |
| GameRevolution        | B                                         |
| GameSpot              | 7/10                                      |
| GameSpy               | [ 22 ]                                    |
| GamesRadar+           | 6/10                                      |
| GameTrailers          | 6,4/10                                    |
| IGN                   | 5,5/10                                    |
| OXM                   | 7/10                                      |
| PC Gamer (UK)         | 67/100                                    |
| TeamXbox              | 7/10                                      |
| VideoGamer            | 7/10                                      |
| XboxAddict            | 50 %                                      |
| Русскоязычные издания |                                           |
| Издание               | Оценка                                    |
| 3DNews                | 8/10                                      |
| Absolute Games        | 70 %                                      |
| «PC Игры»             | 8/10                                      |
| PlayGround.ru         | 6,5/10                                    |
| «Игромания»           | 7/10                                      |
| «Страна игр»          | 7,5/10 6,5/10                             |

Test Drive Unlimited 2 получила в основном положительные отзывы от прессы, однако критики восприняли сиквел не так тепло, как предшественника. К плюсам аркады были причислены большой, проработанный открытый мир и обширные онлайн-возможности, но к минусам отнесены графические недостатки, физическая модель и некоторые элементы геймплея. На сайтах GameRankings и Metacritic средняя оценка составляет 74,50 % и 72/100 в версии для ПК, 70,04 % и 70/100 для PlayStation 3, 68,30 % и 68/100 для Xbox 360. Продажи игры составили 1,8 миллионов экземпляров.